# Золотково (Владимирська область)
Золотково (рос. Золотково) — селище у Гусь-Хрустальному районі Владимирської області Російської Федерації.
Входить до складу муніципального утворення Муніципальне утворення «Селище Золотково». Населення становить 2727 осіб (2010).

## Історія
Населений пункт розташований на землях фіно-угорського народу мещери.
Від 1929 року належить до Гусь-Хрустального району. Спочатку у складі Івановської промислової області, а від 19 серпня 1944 року — Владимирської області.
Згідно із законом від 25 травня 2005 року входить до складу муніципального утворення Муніципальне утворення «Селище Золотково».

## Населення
| 1859  | 1897  | 1926  | 1959  | 1970  | 1979  | 1989  |
| ----- | ----- | ----- | ----- | ----- | ----- | ----- |
| 371   | ↗707  | ↗1373 | ↗3754 | ↗4271 | ↘4244 | ↗4341 |
| 2002  | 2010  |       |       |       |       |       |
| ↘3741 | ↘2727 |       |       |       |       |       |

## Люди
В селищі народився Пожаров Микола Арсентійович (1895—1928) — учасник Жовтневої революції і громадянської війни.